# Werner Brand (Bergbauingenieur)
Werner Brand (* 29. März 1885 in Dortmund; † 1957 in Essen-Bredeney) war ein deutscher Bergbauingenieur, Bergassessor und Manager der deutschen Montanindustrie.

## Leben
Geboren als Sohn des Geheimen Sanitätsrats Wilhelm Brand, besuchte Werner Brand das Stadtgymnasium Dortmund. Nach einem Jahr als Bergbaubeflissener studierte er von 1904 bis 1907 an der Eberhard Karls Universität Tübingen und der RWTH Aachen. 1904 wurde er Mitglied des Corps Rhenania Tübingen. 1907 legte er das Bergreferendarexamen ab. Nach Militärdienst als Einjährig-Freiwilliger und dem Referendariat legte er 1910 das Bergassessorexamen ab. Von 1913 bis 1919 war er beim Verein für die bergbaulichen Interessen in Essen angestellt. Von 1919 bis 1920 war er Bergwerksdirektor der zum Bochumer Verein gehörenden Zeche Friedrich der Große und der Zeche Teutoburgia. 1920 wurde er Bergwerksdirektor der Zeche Friedrich Heinrich. Von 1925 bis 1957 war er als Nachfolger von Franz Brenner Vorstandsmitglied und alleiniger technischer Leiter der Zeche Friedrich Heinrich in Lintfort. Brand war Mitglied des Aufsichtsrats der Chemischen Fabrik Lichtenberg AG in Bonn und Mitglied der Industrie- und Handelskammer Krefeld. Am Ersten Weltkrieg nahm er zunächst als Leutnant und später als Oberleutnant der Reserve teil. Als Auszeichnung erhielt er das Eiserne Kreuz II. Klasse. Das Corps Rhenania Tübingen ernannte ihn 1952 zum Ehrenmitglied.